# جبهة الجهاد والإصلاح
جبهة الجهاد والإصلاح هي تحالف الجماعات الجهادية في العراق المناهضة للاحتلال تم تأسيسها مباشرة يوم الأربعاء 2 مايو 2007 حيث أعلن البيان التأسيسي. ويذكر أن تاسيسها جاء بعد ازدياد الشرخ بين الجماعات المقاومة بسبب ادعاءات الاحتلال الأمريكي والحكومة العراقية مشاركة بعض الفصائل للاحتلال لضرب بعضها الآخر وعلى وجه الخصوص ضرب تنظيم القاعدة.

## التنظيمات المنضوية به
1. الجيش الإسلامي في العراق
2. جيش المجاهدين
3. جيش الفاتحين
4. أنصار الإسلام
5. كتائب ثورة العشرين [بحاجة لمصدر]

و هناك تنظيمات أخرى دخلت الجبهة

## عناصر وحدتها
أ- المنهجِ الشرعيِّ العام.
ب- السياساتِ العامةِ.
ج- البرنامجِ السياسي.
د- المواقفِ من الأحداثِ الرئيسة.
هـ - العملياتِ والبياناتِ العسكرية.

## الموقف من القاعدة
صرحت الجبهة أكثر من مرة بانها لن تنجر وراء معركة ثانوية تلهيها عن قتال الاحتلال وقالت على لسان الناطق باسمها عبد الرحمن القيسي: هناك صعوبة تلاقيها الفصائل يوما بعد آخر لأسباب عديدة أهمها التحريش بين هذه الفصائل من قبل المحتل وأذنابه وتمرير بعض المشاريع الخبيثة عن طريق بعض المتطفلين والأخطاء المرتكبة باسم الجهاد مما أوصل البعض إلى الاقتتال لكن عزاءنا أن هناك عقلاء في كافة أطراف النزاع يضعون قول الله جل وعلا نصب أعينهم{ ولا تنازعوا فتفشلوا وتذهب ريحكم} وقول الحبيب المصطفى صلى الله عليه وسلم {إذا التقى المسلمان بسيفيهما فالقاتل والمقتول إلى النار} معيارا لهم وستزول بإذن الله كل العوائق مادام الإسلام والقرآن والسنة الغراء منهلنا الذي نستقي منه تعاليمنا؟
وايضا جدير بالذكر ان خطاب بن لادن الاخير الذي دعى من خلاله التوحد وتجاوز الاخطاء واعترافه بالاخطاء التي ارتكبت من قبل بعض امراء القاعدة لاقى ترحيباً واسعاً من قبل الجبهة.